# 葛氏後肛魚
葛氏後肛魚，為輻鰭魚綱水珍魚目後肛魚科的其中一種，為深海魚類，分布於東大西洋、西北大西洋與西太平洋海域，棲息深度0-4750公尺，本魚頭部透明，腹部後半與身體的2/3佈滿了大的黑色素細胞，背鰭軟條14-17枚；臀鰭軟條8-9枚，體長可達8公分，棲息在中層水域，生活習性不明。